# Il Demonio Nera
Il Demonio Nera to wydawnictwo DVD amerykańskiego zespołu muzycznego Danzig zawierające teledyski z lat 1994–1997. Wydane w 14 czerwca 2005 roku przez należącą do lidera zespołu wytwórnię płytową Evilive Records.

## Lista utworów
1. "Until You Call on the Dark" (MTV Version)
2. "Until You Call On The Dark" (GD Performance)
3. "Can't Speak" (Clean Version)
4. "Can't Speak" (Filter Pass Version Directed by Fred Stuhr)
5. "I Don't Mind The Pain" (MTV Version)
6. "I Don't Mind The Pain" (GD Performance)
7. "I Don't Mind The Pain" (Band Performance Directed by Dean Karr)
8. "Sadistikal" (B/W only Unreleased)
9. "Sadistikal" (B/W & Color Unreleased Directed by Glenn Danzig)
10. "Sacrifice" (Directors Cut - Letterbox Directed by Glenn Danzig)
11. "Serpentia" (Unreleased Reg. Version)

## Twórcy
- Glenn Danzig - śpiew, instrumenty klawiszowe, reżyseria
- Eerie Von - gitara basowa
- John Christ - gitara
- Chuck Biscuits - perkusja
- Joey Castillo - perkusja
- Joseph Bishara - instrumenty klawiszowe
- Josh Lazie - gitara basowa
- Mark Chaussee - gitara prowadząca
- Tommy Victor - gitara prowadząca
- Fred Stuhr - reżyseria
- Dean Karr - reżyseria

## Wydania
- Evilive Records, 12 lipca 2005, wydanie na płycie DVD